# Paronychia peruviana
Paronychia peruviana är en nejlikväxtart som beskrevs av Mohammad Nazeer Chaudhri. Paronychia peruviana ingår i släktet prasselörter, och familjen nejlikväxter. Inga underarter finns listade i Catalogue of Life.